# Edgard Sorgeloos
Edgard Sorgeloos (* 14. Dezember 1930 in Denderhoutem (Haaltert); † 12. November 2016 in Oudenaarde) war ein belgischer Radrennfahrer.

## Sportliche Laufbahn
Nach einer erfolgreichen Belgien-Rundfahrt bei den Amateuren 1950 wechselte Sorgeloos 1951 zunächst zu den Unabhängigen. In dieser Lizenzgruppe gewann er das Rennen Omloop Het Volk. Er wurde ein Jahr später Berufsfahrer und war viele Jahre lang ein enger Helfer von Rik van Looy, dem er in verschiedene Teams folgte. Als klassischer Helfer hatte er nicht viele Chancen, selbst Rennen zu gewinnen.
Dennoch siegte er vor allem bei einer Reihe belgischer Rundstreckenrennen, hatte aber auch bedeutendere Erfolge wie einen Etappensieg bei der Tour de Suisse 1955 und 1957 (in jenem Jahr gewann er auch die Punktewertung). 1959 siegte er im Rennen Sassari–Cagliari (wie auch 1964), 1962 gewann er den Omloop der Vlaamse Gewesten, eine Etappe bei Paris–Nizza und ebenfalls 1962 die 2. Etappe der Tour de France. 1965 konnte er eine weitere Etappe bei der Tour gewinnen. Er fuhr die Tour insgesamt sechsmal, sein bestes Resultat war der 61. Platz 1964. Am Giro d’Italia nahm er siebenmal teil, 1956 konnte er den 14. Platz belegen. Auch die Vuelta a España sah ihn fünfmal am Start, 1963 war er 15. des Gesamtklassements. Er bestritt in seiner Laufbahn alle Monumente des Radsportes mindestens einmal. 1959 hatte er mit dem 6. Platz bei der Flandern-Rundfahrt dabei sein bestes Ergebnis.

## Grand-Tour-Platzierungen
| Grand Tour            | 1955 | 1956 | 1957 | 1958 | 1959 | 1960 | 1961 | 1962 | 1963 | 1964 | 1965 | 1966 |
| --------------------- | ---- | ---- | ---- | ---- | ---- | ---- | ---- | ---- | ---- | ---- | ---- | ---- |
| Vuelta a EspañaVuelta | –    | 22.  | –    | –    | DNF  | –    | –    | –    | 15.  | DNF  | DNF  | –    |
| Giro d’ItaliaGiro     | –    | 14.  | 44.  | –    | 55.  | 60.  | 46.  | DNF  | DNF  | –    | –    | –    |
| Tour de FranceTour    | DNF  | –    | –    | –    | –    | –    | –    | 62.  | DNF  | 61.  | 84.  | DNF  |

## Berufliches
Nach seiner Laufbahn betrieb er eine gut gehende Kneipe in der Nähe der berühmten Mauer von Geraardsbergen.